# 社口镇
社口镇，是中华人民共和国福建省宁德市福安市下辖的一个乡镇级行政单位。

## 行政区划
社口镇下辖以下地区：
社口村、大坪村、岩下村、秀峰村、林柄村、龟龄村、公岐村、山里村、坑里坑村、坦洋村、仙溪村、溪口村、上山村、填头村、吉洋村、溪坪村、荣岭头村、谢岭下村、潘洋村、岩坑村、沙溪村、利岔村、牛山湾村和岭后村。

## 特产
坦洋工夫红茶：中国地理标志产品。坦洋村的工夫红茶是引种武夷山小种红茶试制成功，迄今已有100多年历史。